# نادية أحمد بابكر
نادية أحمد بابكر، من السودان، ممثلة مسرحية ومخرجة إذاعية، تخرجت من اكاديمية الفنون في القاهرة، قسم الإخراج والتمثيل، تعد من أبرز الوجوه النسائية في المسرح السوداني. 

## مشاركاتها المسرحية
شاركت في العديد من الأعمال المسرحية من أهمها:
- مسرحية «بيت بت المني بت مساعد».
- مسرحية «عنبر المجنونات».
- مسرحية «أمانة ما وقع راجل».
- مسرحية «برلمان النساء».
- مسرحية «ضرة واحدة لا تكفي».
- مسرحية «البيت القديم».
- مسرحية «الفتى مهران».
- مسرحية «انتجونا».. كما شاركت في العديد من المسلسلات التلفزيونية.